# 사타케 우키
사타케 우키（일본어: 佐武宇綺, 1992년 3월 8일 ~ ）은 일본의 패션 모델・배우・가수・그라비아 아이돌이며, 9nine의 멤버이다. 레프로 엔터테인먼트소속.

## 인물
- 2005년, 9nine의 멤버로써 가수 데뷔. 2012년 현재 니시와키 사야카와는 결성당시부터의 오리지널 멤버.
- 미스매거진 2009 독자특별상을 수상[1]。
- 2010년 9월에 잡지「BEAUTIFUL Lady & TELEVISION|B.L.T.」기획의 「B.L.TRAVEL팬이벤트 버스 투어」를 계기로 결성된 사무실 비공식 유닛 「LPG」의 멤버로도 있다.
- 최근에는 멋내기용 안경을 쓰고 활동한다.
- 목표로 하고있는 아티스트는 aiko.
- 소중히 아끼는 보물은 「팬레터」　이유는「손으로 편지를 주겠다는 열정이 대단히 전해져 오기 때문에」
- 9nine맴버로써 꿈은일본 무도관에서 공연하는 것.

### TV 드라마
- 사랑의 극장 본인은 주부이다（2006년, TBS）
- 금요 프리스테이지 介助犬ムサシ〜学校へ行こう!〜（2007년, 후지테레비）
- 연공（2008년, TBS）유카 역
- 삼성 伝えたい!僕らの夢 聴導犬が教えてくれたチカラ－あすなろ学校の物語－（2009년7월20일, TBS）유우코 역
- 나의 비밀★병기（2009년10월 - 12일, 나고야 테레비, tvk, TV 사이타마, TV 오사카）이치노세 아오이 역
- 괴물군（2010년, 일본테레비）
- 熱いぞ!猫ヶ谷!! （2010년10월8일 - , 나고야 테레비）오쿠이 카나 역
- 하오하오!강시 걸〜도쿄 전시대 전기〜 （2012년10월12일 - 12월21일, 테레비 도쿄）사타케 우키 역

### 버라이어티・교육방송
- 휴대폰사회에 가는법（NHK 교육 텔레비전, 2005년）
- ウチスタCollection（후지테레비, 2007년4월 - ）레귤러
- 勝利の女神4（치바 테레비, 2009년5월 - ）
- 開運音楽堂（TBS, 2009년11월14일 - ）
- プレミアの巣窟（후지테레비, 2010년4월 - 2011년3월 ）레귤러
- うきうき!MIXガール（엔터!371・Pigoo HD, 2010년4월 - 2011년3월 ）레귤러
- ONGAX（치바테레비, 2010년4월 - 2011년3월 ） 금요일「Friday～Uki's Room」MC

### TV 애니메이션
- RAINBOW-二舎六房の七人-（니혼 테레비, 2010년）Cパート内の実写コーナー「さたけWukipedia」'。

### 라디오
- 菊地亜美の1ami9（라디오 일본2010년6월5일）
- 9nine佐武宇綺の宇宙を綺麗にするラジオ（라디오일본, 2012년7월3일 - ）

### CM
- 도쿄디즈니랜드（2007년）
- 神戸女子大学（2007년）

### 영화
- Re:Play-Girls（2010년 공개）아리사 역
- 魚介類 山岡マイコ（2011년10월 공개, 유니버셜 엔터테인먼트）주연 야마오카 마이코 역

### 웹방송
- 佐武さんはひとりじゃナインだってこと噛みしめたいです。（니코니코 생방송, 2012년～）

### 잡지 연재
- Hana*chu→（슈후노도모사, 2005년 - 2007년）

### DVD
- U-15 Films「永遠」（이넷・프론티어, 2006년4월7일）
- ミスマガジン2009 佐武宇綺 （팝프, 2009년8월21일）
- カンガルーじゃないよ, うっきーだよ。（어드벤스에젠시, 2010년11월26일）
- うっきーSUMMER!飛び出せ!佐武さん（竹書房, 2011년8월26일）
- ウキ☆ドキッ！（라인커뮤니케이션즈, 2011년12월15일）
- ガンバレうっきー! あなたをふりむかせ隊!（晋遊舎, 2012년4월27일）
- ピヨ恋うっきー（라인커뮤니케이션즈, 2012년12월20일）

### 사진집
- スクールガール（新風社, 2005년8월30일）
- 1st写真集『うきしき♥』（講談社, 2010년10월25일）
- 佐武宇綺と2泊3일 SATAKE UKI 2nd Photobook（マガジンハウス, 2012년8월28일, 촬영:石垣星児）

### 무대
- 아리스인프로젝트「라인♪」（2011년8월4일-7일, 銀座博品館劇場） - 長沼亜里沙 역